# TJ Shorts
Timothy Neocartes Shorts II (* 15. Oktober 1997 in Irvine, Kalifornien) ist ein US-amerikanisch-nordmazedonischer Basketballspieler.

## Laufbahn
Bis 2015 spielte Shorts an der Tustin High School im US-Bundesstaat Kalifornien. Am 18. Dezember 2022 wurde er neben Nick Hornsby in die Ruhmeshalle der Schule aufgenommen. Die Auszeichnung nahm sein Vater entgegen.
Als er nach seinem High-School-Abschluss kein Stipendiumsangebot für ein College der NCAA Division I erhielt, war er von 2015 bis 2017 Mitglied der Hochschulmannschaft des ebenfalls in Kalifornien ansässigen Saddleback College. Im Anschluss folgten  zwei Jahre an der University of California, Davis in der ersten NCAA-Division. In der Saison 2017/18 war Shorts mit 14,8 Punkten je Begegnung zweitbester Korbschütze der Hochschulmannschaft der UC-Davis. Im Spieljahr 2018/19 war der Aufbauspieler dann mit 15,2 Punkten je Begegnung mannschaftsintern führend. Des Weiteren verteilte er pro Partie im Schnitt 4,3 Vorlagen. Er wurde als bester Spieler der Saison 2017/18 in der Big West Conference ausgezeichnet.
Seinen ersten Vertrag als Berufsbasketballspieler erhielt Shorts vom lettischen Erstligisten BK Ventspils. Mit der Mannschaft trat der US-Amerikaner auch im europäischen Wettbewerb FIBA Europe Cup an. Mit Ventspils erreichte er das Viertelfinale und kam im Laufe des Europapokalwettbewerbs auf Mittelwerte von 14,6 Punkten, 6,3 Korbvorlagen und 2,8 Rebounds je Begegnung. Im Sommer 2020 nahm ihn der deutsche Bundesligist Hamburg Towers unter Vertrag. Für die Hanseaten kam Shorts in der Bundesliga auf 14,3 Punkte je Begegnung. Im Juli 2021 wechselte er zu einem anderen Bundesligisten, den Crailsheim Merlins. Er wurde als bester Offensivspieler der Bundesliga-Saison 2021/22 ausgezeichnet. Shorts erzielte für die Hohenloher in der Bundesliga im Mittel 20,6 Punkte je Begegnung und war mit dem Wert in der Hauptrunde des Spieljahres 2021/22 Erster der Bundesliga-Korbschützenliste. In der Schlussphase der Saison fehlte Shorts aufgrund eines Brustmuskelrisses.
Im Juni 2022 vermeldete Bundesligist Telekom Baskets Bonn Shorts’ Untervertragnahme. Er wurde als bester Bundesliga-Spieler der Hauptrunde 2022/23 ausgezeichnet. Am 14. Mai 2023 gewann er mit Bonn die Basketball-Champions-League, was den ersten Titel in der Vereinsgeschichte überhaupt darstellte. Shorts wurde dabei zum wertvollsten Spieler der Champions-League-Saison und des Finalturniers gewählt. In 17 Spielen erzielte er im Schnitt 19,5 Punkte pro Spiel, im Endspiel gegen Hapoel Jerusalem gelangen ihm 29 Punkte. Er war der erste Spieler der Champions-League-Geschichte, der in fünf aufeinanderfolgenden Spielen mindestens 25 Punkte erzielte. In der Bundesliga erreichte er mit Bonn 2023 die Endspiele um die deutsche Meisterschaft, verlor jedoch gegen Ulm. Mit einem Mittelwert von 18,1 Punkten war Shorts während der Bundesliga-Saison 2022/23 der beste Korbschütze der Rheinländer.
Im Juli 2023 gaben die Rheinländer bekannt, dass Shorts zur Saison 2023/24 nicht nach Bonn zurückkehren wird. Er wechselte wie mehrere seiner Mannschaftskameraden und wie Trainer Tuomas Iisalo zu Paris Basketball. Im Februar 2024 gewann Shorts mit der Mannschaft den französischen Ligapokal Leaders Cup. Im Eurocup, den er im April 2024 mit Paris gewann, erhielt er die Auszeichnungen als wertvollster Spieler der Saison 2023/24 sowie der beiden Endspiele. Shorts wurde ebenfalls als bester Spieler der Saison in der französischen Liga ausgezeichnet. Er wurde mit Paris 2024 französischer Vizemeister und 2025 Pokalsieger. In der Euroleague stieß er mit Paris bei der ersten Teilnahme 2025 ins Viertelfinale vor. Mit 19 Punkten je Begegnung gehörte Shorts in dem europäischen Wettbewerb zu den besten Korbschützen. Wie in der Vorsaison erhielt er 2024/25 die Auszeichnung als bester Spieler der französischen Liga.
Im Juni 2025 gab die griechische Spitzenmannschaft Panathinaikos Athen in Person von Trainer Ergin Ataman Shorts’ Verpflichtung ab der Saison 2025/26 bekannt. Ende Juni 2025 wurde er mit Paris französischer Meister, Shorts wurde als bester Spieler der Finalserie gegen Monaco ausgezeichnet.

### Nationalmannschaft
Shorts wurde in Nordmazedonien eingebürgert, um für die Nationalmannschaft spielen zu können, und Ende Oktober 2022 in die Auswahl für die Qualifikation zur Basketball-Europameisterschaft 2025 berufen.

## Titel und Auszeichnungen

### Vereine
- Champions-League-Sieger: 2023
- Eurocup-Sieger: 2024
- Leaders-Cup-Sieger: 2024
- Französischer Meister: 2025
- Französischer Pokalsieger: 2025

### Auszeichnungen
- All Big West Conference First Team: 2018, 2019
- Big West Player of the Year: 2018
- Big West Newcomer of the Year: 2018
- Bester Offensivspieler der Basketball-Bundesliga: 2022
- Wertvollster Spieler der Basketball-Bundesliga: 2023
- Wertvollster Spieler der Champions League: 2023
- Wertvollster Spieler des Champions-League-Finalturniers: 2023
- Wertvollster Spieler des Eurocups: 2024
- Wertvollster Spieler der Eurocup-Endspiele: 2024
- Wertvollster Spieler der französischen Liga: 2024, 2025
- Wertvollster Spieler der Finalserie um die französische Meisterschaft: 2025